# Хенћини
Хенћини (пољ. Chęciny) је град у Пољској у Војводству Светокришком у Повјату kielecki. Према попису становништва из 2011. у граду је живело 4.475 становника.

## Становништво
Према прелиминарним подацима са пописа, у граду је 2011. живело 4.475 становника.
| 2002. | 2011. | 2012. |
| ----- | ----- | ----- |
| 4.281 | 4.475 | 4.448 |